# میشل دکوست
میشل دکوست (انگلیسی: Michel Decoust؛ زادهٔ ۱۹ نوامبر ۱۹۳۶) رهبر (موسیقی)، و آهنگساز اهل فرانسه است.
وی همچنین برندهٔ جوایزی همچون جایزه بزرگ رم شده‌است.